# Birgit Aaby
Birgit Aaby-Bruun (født 15. juni 1968 i Nykøbing Mors) er en dansk iværksætter, stifter af Combi Service og tidligere administerende direktør i Lyngby Boldklub.

## Karriere
Som 29-årig stiftede Birgit Aaby i 1997 rengøringsfirmaet Combi Service.
Herudover har Birgit Aaby ageret "løve" i tre sæsoner af DR-programmet Løvens Hule.
Hun deltog i 2019 i Vild med dans i sæson 16. Hun dansede med den professionelle danser Frederik Nonnemann. Parret endte på en 9-plads.